# Dédougou
Dédougou er en by i det vestlige Burkina Faso, med et befolkningstal (pr. 2006) på cirka 38.000. Byens primære beskæftigelseskilde er produktion af bomuld.